# Ancistronidae
Ancistronidae es una familia de piojos de la superfamilia de piojos masticadores, Amblycera. Es considerada sinónimo de Menoponidae.

## Taxonomía
Esta familia esta organizada en ocho géneros con 20 especies:
- Gen. Actornithophilus Ferris, 1916
  - Actornithophilus bicolor (Piaget, 1880)
  - Actornithophilus gracilis (Piaget, 1880)
  - Actornithophilus himantopi (Blagoveshtchensky, 1951)
  - Actornithophilus nodularis Martinho Guimaraes, 1988
  - Actornithophilus piceus (Denny, 1842)
  - Actornithophilus pustulosus (Piaget, 1880)
- Gen. Austromenopon Bedford, 1939
  - Austromenopon echinatum Edwards, 1960
  - Austromenopon himantopi Timmermann, 1954
  - Austromenopon lutescens (Burmeister, 1838)
  - Austromenopon paululum (Kellogg y Chapman, 1899)
  - Austromenopon pelagicum Timmermann, 1963
  - Austromenopon transversum (Denny, 1842)
  - Austromenopon vanelli Zlotorzycka, 1968
- Gen. Eidmanniella Keler, 1938
  - Eidmanniella pustulosa (Nitzsch, 1866)
- Gen. Eucolpocephalum Bedford, 1930
  - Eucolpocephalum femorale (Piaget, 1880)
- Gen. Gruimenopon Clay y Meinertzhagen, 1941
  - Gruimenopon longum (Giebel, 1874)
- Gen. Heleonomus Ferris, 1916
  - Heleonomus macilentus (Nitzsch, 1866)
- Gen. Holomenopon Eichler, 1941
  - Holomenopon leucoxanthum (Burmeister, 1838)
  - Holomenopon setigerum (Blagoveshtchensky, 1948)
- Gen. Meromenopon Clay y Meinertzhagen, 1941
  - Meromenopon meropis Clay y Meinertzhagen, 1941